# Thomas Kuhn
Thomas Samuel Kuhn, ameriški fizik, zgodovinar znanosti in znanstveni teoretik, * 18. julij 1922, † 17. junij 1996.
Kuhn je bil ameriški intelektualec, ki je veliko pisal o zgodovini znanosti in razvil več pomembnih pojmov tako v sociologiji kot v filozofiji znanosti.

## Življenje in delo
Thomas Kuhn  sej je rodil v kraju Cincinnati, Ohio, v zvezni državi ZDA. Njegov oče je bil industrijski inženir Samuel L. Kuhn, mati pa Minette Stroock Kuhn. Diplomiral je iz fizike, leta 1943 na Harvardski univerzi, magisterij končal leta 1946 in v letu 1949 doktoriral. 
Med letoma 1948 in 1956 je prav na Harvardu, po predlogu predstojnika univerze Jamesa Conanta, poučeval predmet Zgodovina znanosti. Po tem, ko je zapustil Harvard, je začel poučevati na Univerzi Berkley v Kaliforniji. Bil je član tako katedre filozofije kot tudi  zgodovine. Leta 1961 je bil imenovan za profesorja Zgodovine znanosti. Leta 1964 je zopet zamenjal delodajalca, ko je pristopil na Univerzo Princeton. Tam je ostal do leta 1979, ko je pristopil na sloviti MIT (Massachusetts Institute of Technology) in tam ostal do leta 1991. Leta 1994 je zbolel za rakom in dve leti zatem umrl v triinšestdesetem letu starosti.
Thomas Kuhn je bil poročen dvakrat; prvikrat s Kathryn Muhs s katero je imel tri otroke in drugič z Jehane Barton.
Kuhn je veliko prispeval k razumevanju razvoja mišljenja in znanja:
V znanosti o znanosti oz. filozofiji znanosti je sistematično uvedel pojem znanstvene paradigme, zlasti v povezavi z razvojem znanstvene misli, in s postopnimi (evolucijskimi) ali revolucionarnimi spremembami. V knjigi »Struktura znanstvenih revolucij« Kuhn definira znanstveno paradigmo z vprašanji:
- kaj veda izbira kot predmet raziskave?
- kakšna vprašanja si zastavlja o predmetu raziskave?
- kako so ta vprašanja zastavljena?
- kako tolmači rezultate raziskav?

Zaradi pogoste zlorabe in izpraznitve pojma paradigma je Kuhn kasneje raje uporabljal filozofsko natančneje opredeljene pojme »ekzemplar« in »normalna znanost«. Michel Foucault je v podobnem kontekstu za posamezne elemente paradigme uporabljal pojma »episteme« in »diskurz«.

## Pomembnejša dela
- Struktura znanstvenih revolucij, Krtina, Ljubljana, 1998 (COBISS)
  - The Structure of Scientific Revolutions, 1962